# Metody vytváření mechanických teorémů
Metody vytváření matematických teorémů je dílo řeckého matematika a fyzika Archiméda. Toto dílo je prvním, ve kterém je doložený součet nekonečně geometrické řady. Archimédova práce byla ztracena až do roku 1906, kdy byl objeven Archimédův palimpsest.
V tomto díle Archimédés vypočítává objem a plochu koule.